# Boea philippensis
Boea philippensis är en tvåhjärtbladig växtart som beskrevs av Charles Baron Clarke. Boea philippensis ingår i släktet Boea och familjen Gesneriaceae. Inga underarter finns listade i Catalogue of Life.